# Захарино (Рыбинский район)

Заха́рино (в ряде публикаций Заха́рьино) — деревня в  Глебовском сельском поселении Рыбинского района Ярославской области.
Деревня расположена на удалении около 1 км на северо-запад от центра сельского поселения села Глебово. Она находится на высоком правом берегу Волги (Рыбинское водохранилище), и между автомобильной дорогой Глебово — Легково и берегом Волги вдоль южного края глубокого оврага, образующего небольшой залив. На противоположном северном краю оврага деревня Горохово. Южнее, выше по Волге на удалении около 1 км село  Ивановское .
Деревня Захарьина указана на плане Генерального межевания Рыбинского уезда 1792 года.
В районе Захарино имеется так называемый Захарьинский валун (в публикациях о валуне деревня как правило называется Захарьино) — геологический петрографический памятник местного значения. Это один из самых крупных эрратических валунов в Ярославской области. Материал валуна — розовый мелко-равномерно-зернистый гранито-гнейс или гнейс с неясно слоистой текстурой, образованный полевыми шпатами и кварцем .
На 1 января 2007 года в деревне числилось 2 постоянных жителя . Деревня активно используется для дачного отдыха. Почтовое отделение Глебово обслуживает в деревне Захарино 21 дом, названий улиц нет .